# Sarıkçıbaşı
Sarıkçıbaşı war im Osmanischen Reich der Titel des Offiziers, der für die Turbane des Sultans verantwortlich war. Zu seinen Aufgaben gehörte das Aufbewahren, Waschen und Ankleiden der Turbane. Nachdem 1826 Mahmud II. eine Kleidungsreform erließ, wurde die Kopfbedeckung Turban durch den Fes ersetzt. Somit war der Titel und die Aufgabe des Sarıkçıbaşı nicht mehr vorhanden.